# Lipoplexo
Los lipoplexos o lípidos catiónicos son estructuras formadas por lípidos. Surgen de una modificación de los liposomas, con la salvedad de que el dominio hidrófilo dispone de un grupo químico cargado positivamente, de ahí el sobrenombre de "catiónico". Los lípidos catiónicos se utilizan en terapia génica, como vehículo de transferencia de ADN. Son muy eficaces en la encapsulación del ADN, aunque generan estructuras más complejas que los liposomas. 
La principal ventaja de los lipoplexos es que no son inmunógenos, lo cual es muy importante para realizar terapia génica. Además, son fáciles de preparar y mantener, pueden encapsidar ADN de gran tamaño y lo protegen muy bien de la degradación. La principal desventaja de la preparación de lipoplexos es la baja eficacia en la transferencia comparada con la de los virus, y una expresión transitoria como resultado, lo cual no resulta suficiente para la meta de la terapia génica.
El uso más común de los lipoplexos en terapia génica es la transferencia génica en células cancerosas, donde los genes introducidos podrían activar supresores tumorales, decreciendo la actividad de los oncogenes. También se han realizado estudios de transferencia génica en el tratamiento de la fibrosis quística o en trastornos respiratorios.